# 清水幸裕
清水 幸裕（しみず ゆきひろ、1971年7月6日 - ）は、日本の実業家。

## 来歴
1995年、北海道大学工学部卒業、北海道拓殖銀行入社。1998年、興銀証券（現 みずほ証券）入社。2000年、日興ソロモン・スミス・バーニー証券会社（現・日興シティグループ証券株式会社）入社。2005年、ライブドア入社。2006年、ライブドア代表取締役副社長、かざか証券代表取締役会長、かざかフィナンシャルグループ代表取締役社長、セシール取締役、メディアエクスチェンジ取締役。2008年、三田証券入社、同社取締役。2013年、同社監査役。